# Тускарора (Пенсільванія)
Тускарора (англ. Tuscarora) — переписна місцевість (CDP) в США, в окрузі Скайлкілл штату Пенсільванія. Населення — 375 осіб (2020).

## Географія
Тускарора розташована за координатами 40°45′43″ пн. ш. 76°3′39″ зх. д. / 40.76194° пн. ш. 76.06083° зх. д. (40.761987, -76.060961).  За даними Бюро перепису населення США в 2010 році переписна місцевість мала площу 9,06 км², з яких 9,06 км² — суходіл та 0,00 км² — водойми.

## Демографія
Згідно з переписом 2010 року, у переписній місцевості мешкало 980 осіб у 442 домогосподарствах у складі 280 родин. Густота населення становила 108 осіб/км².  Було 496 помешкань (55/км²).
Расовий склад населення:
| - 99,1 % — білих - 0,2 % — корінних американців - 0,2 % — азіатів - 0,1 % — вихідців з тихоокеанських островів - 0,1 % — чорних або афроамериканців |

До двох чи більше рас належало 0,2 %. Частка іспаномовних становила 1,2 % від усіх жителів.
За віковим діапазоном населення розподілялося таким чином: 16,4 % — особи молодші 18 років, 57,9 % — особи у віці 18—64 років, 25,7 % — особи у віці 65 років та старші. Медіана віку мешканця становила 49,5 року. На 100 осіб жіночої статі у переписній місцевості припадало 99,2 чоловіків;  на 100 жінок у віці від 18 років та старших — 98,8 чоловіків також старших 18 років.
Середній дохід на одне домашнє господарство  становив 54 644 долари США (медіана — 47 750), а середній дохід на одну сім'ю — 59 591 долар (медіана — 52 422). За межею бідності перебувало 21,6 % осіб, у тому числі 45,0 % дітей у віці до 18 років та 4,1 % осіб у віці 65 років та старших.
Цивільне працевлаштоване населення становило 402 особи. Основні галузі зайнятості: освіта, охорона здоров'я та соціальна допомога — 22,9 %, роздрібна торгівля — 17,9 %, будівництво — 13,4 %, оптова торгівля — 10,0 %.